# Basel SBB
Basel SBB er en jernbanestation i byen Basel i Schweiz. Stationen ligger ved grænsen til Frankrig, og i samme stationsbygning er Bâle SNCF (også kaldet Basel SNCF), som bruges som endestation for tog til og fra Frankrig. De to stationer er adskilt af toldskranker. Stationen er bygget i 1907 og er ejet af Schweizerische Bundesbahnen (SBB).

## Forbindelser
SBB opererer togene til andre stationer i Schweiz. Der er forbindelse til flere tyske byer med Deutsche Bahn ICE og til Paris med TGV. Det internationale tog Cisalpino, der er ejet af SBB og italienske Trenitalia, kører fra Basel SBB over Alperne til Milano.
Stationen er endestation for et nattog til Moskva. I mange år var der også direkte nattog fra København til Basel, det sidste tog kørte i efteråret 2014. Derudover er der direkte forbindelse med andre nattog til Amsterdam og Berlin.
Stationen ligger ved byens Centralbahnplatz, hvor der er mange forbindelser med sporvogne.